# Prasinocyma indistincta
Prasinocyma indistincta là một loài bướm đêm trong họ Geometridae.